# Asyngenes venezuelensis
Asyngenes venezuelensis là một loài bọ cánh cứng trong họ Cerambycidae.